# ウペンバ湖

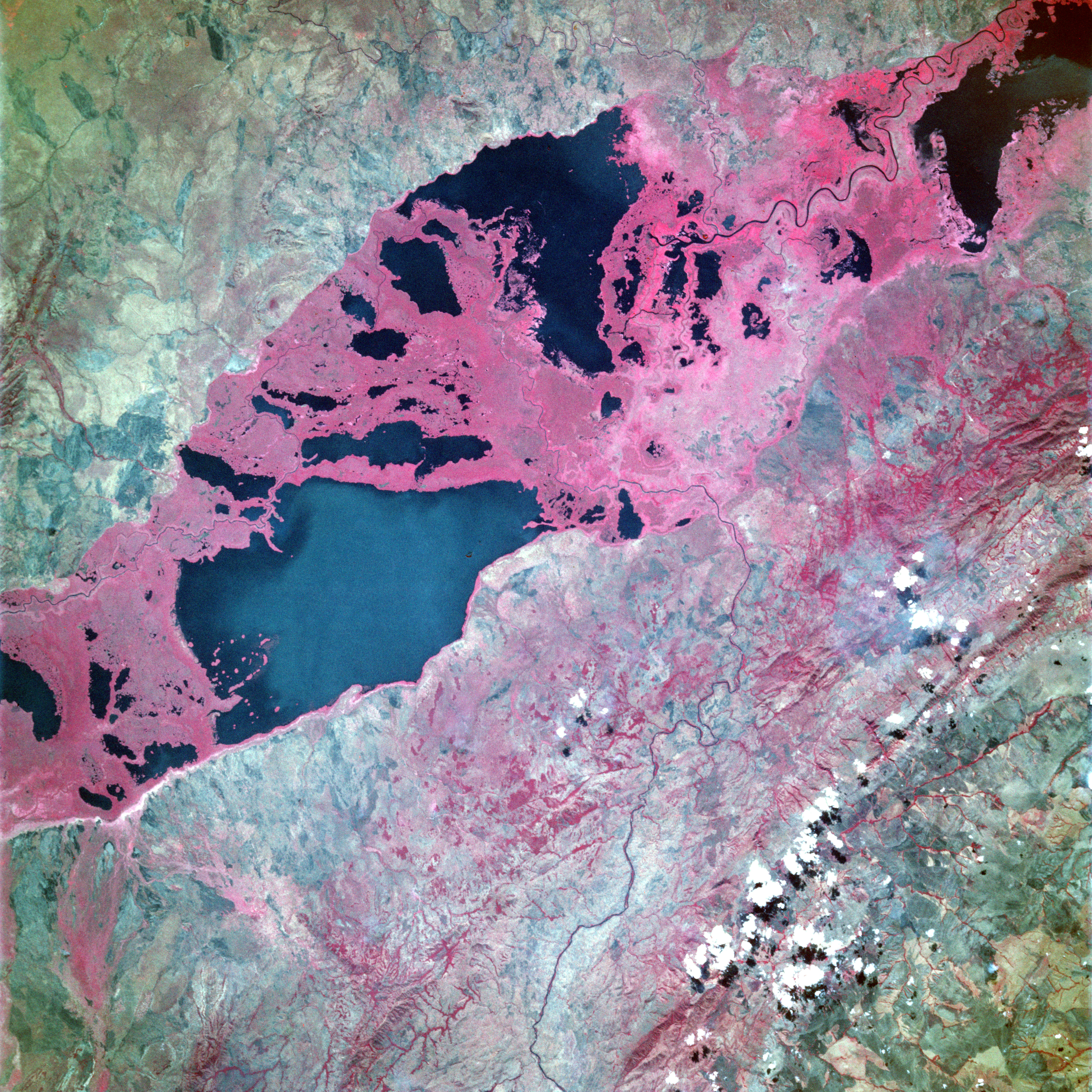
衛星画像

ウペンバ湖 (Lac Upemba) はコンゴ民主共和国カタンガ州ブカマにある湖。ウペンバ湖および近隣のキサル湖の周囲にはウペンバ国立公園のウペンバ低地が広がっている。
湖にあるミタラ島（Mitala）のような浮島は、2006年以降のマイマイと政府軍との間の戦闘で生じた難民の非公式の居住地となっている。
ウペンバ湖を含むルフィラ川流域一帯にはザイールメンガタハタオリ、カタンガメンガタハタオリ、ホオグロカエデチョウなどの16種の鳥類およびウペンバハコヨコクビガメ、Boaedon upembae、Lycodonomorphus leleupiなどの15種の爬虫類、Pachydactylus katanganus、Afrixalus upembaeなどの2種の固有種の両生類およびグラントシマウマ、クーズー、ジャイアントセーブルアンテロープ（セーブルアンテロープの亜種）、ローンアンテロープなどの哺乳類が生息しており、2017年には「ルフィラ川流域」（Bassin de la Lufira）としてラムサール条約に登録された。